# Aubonne (Svizzera)
Aubonne (toponimo francese) è un comune svizzero di 3 281 abitanti del Canton Vaud, nel distretto di Morges.

## Storia
Capoluogo dell'omonimo distretto dal 1803 fino alla sua soppressione, nel 2011 ha inglobato il comune soppresso di Pizy.

## Monumenti e luoghi d'interesse

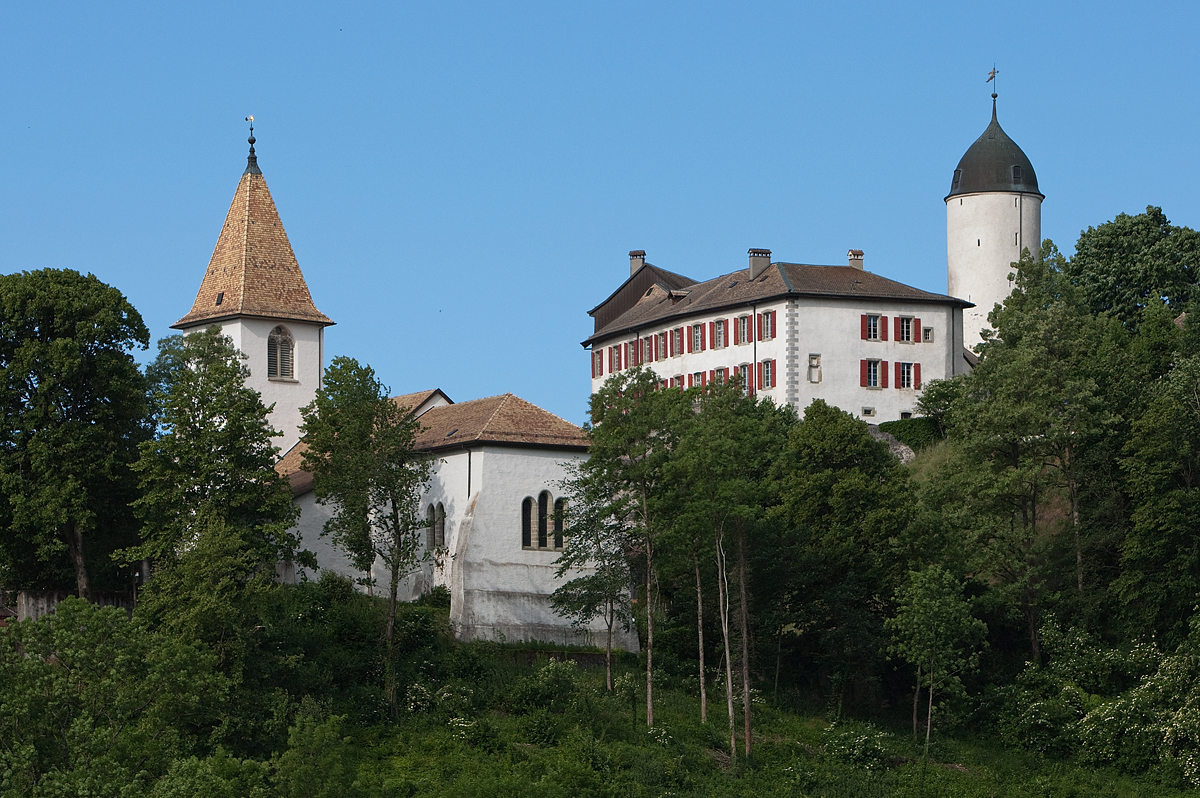
La chiesa di Santo Stefano e il castello di Aubonne

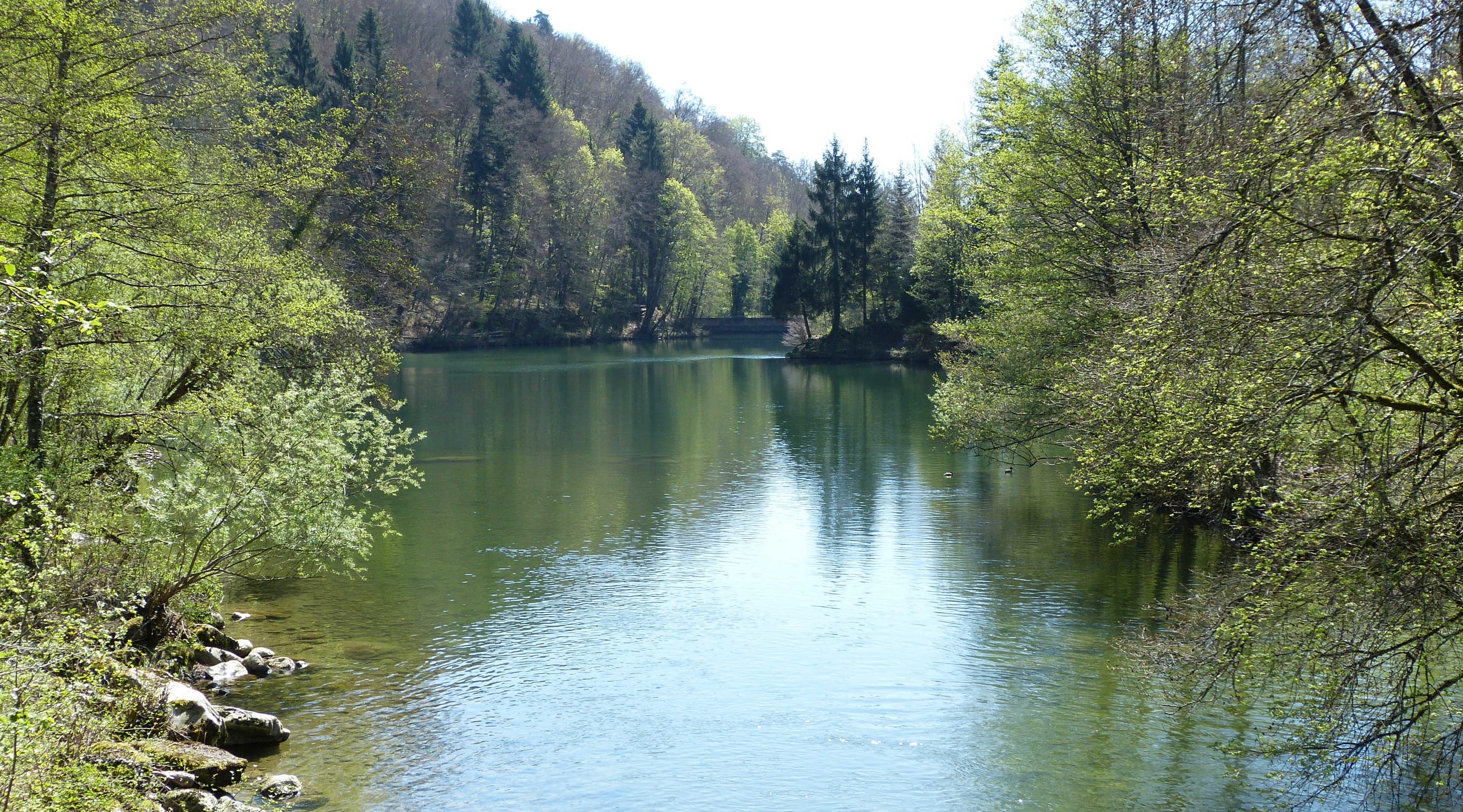
Lago di sbarramento dell'arboreto

- Chiesa riformata di Santo Stefano, eretta nel 1306[1];
- Castello di Aubonne, attestato dal XIII secolo[1], inserito nella lista dei beni culturali d'importanza nazionale[senza fonte];
- Arboreto, aperto nel 1963[1], di circa 200 ettari ospitante sia piante locali che piante di importazione[senza fonte].

## Società

### Evoluzione demografica
L'evoluzione demografica è riportata nella seguente tabella:
Abitanti censiti

## Cultura

### Musei
- Museo del legno, aperto nel 1967[1].

## Infrastrutture e trasporti
Il trasporto pubblico verso i centri vicini è gestito dalla Autobus Régionaux du Cœur de la Côte.

## Amministrazione
Ogni famiglia originaria del luogo fa parte del cosiddetto comune patriziale e ha la responsabilità della manutenzione di ogni bene ricadente all'interno dei confini del comune.